# Little Dorrit (filme)
Little Dorrit é um filme britânico de 1988, do gênero drama, dirigido por Christine Edzard  e estrelado por Derek Jacobi e Alec Guinness.